# Abdyl Këllezi
Abdyl Këllezi (* 1919 in Tirana; † 1976) war ein albanischer Politiker der Partei der Arbeit Albaniens (PPSh).

## Biografie
Nach dem Schulbesuch studierte er zwischen 1939 und 1941 in Italien.
Er gehörte dem aus 118 Personen bestehenden Antifaschistischen Rat der nationalen Befreiung an, der im Mai 1944 vom Kongress von Përmet als Übergangsparlament gewählt wurde und den Kommunisten zur Machtübernahme verhalf. Nach der Gründung der Volksrepublik Albanien am 11. Januar 1946 übernahm er als Fachmann für Finanzen zunehmend bedeutendere Aufgaben.
Am 28. November 1948 wurde Këllezi als Nachfolger von Kiço Ngjela erstmals zum Finanzminister ernannt und übte dieses Amt fast fünf Jahre bis zum 1. August 1953 aus. Im März 1953 gehörte er neben Politbüromitglied Liri Belishova, General Beqir Balluku, dem Vize-Ministerpräsidenten Spiro Koleka und dem Erziehungs- und Kulturminister Ramiz Alia zu der Delegation beim Staatsbegräbnis von Josef Stalin.
Am 20. Juli 1954 wurde er als Nachfolger des abgesetzten Tuk Jakova erneut Finanzminister und bekleidete diese Position bis zu seiner Ablösung durch Aleks Verli am 4. Juni 1956. Des Weiteren war er Mitglied des Zentralkomitees der PPSh sowie Abgeordneter der Volksversammlung (Kuvendi Popullor) und vertrat in dieser den Kreis Tirana.
Darüber hinaus wurde er 1959 Vorsitzender der einflussreichen Albanisch-Chinesischen Freundschaftsgesellschaft und gewann nach dem Bruch Albaniens mit der Sowjetunion und der stärkeren Hinwendung zur Volksrepublik China Anfang der 1960er Jahre an Bedeutung. Neben seiner Tätigkeit als Chefunterhändler der chinesisch-albanischen Kreditverträge nahm er insbesondere Aufgaben innerhalb der Umgestaltung des Wirtschaftsführungssystems wahr.
Daneben war er von Januar 1965 bis Januar 1966 1. Stellvertretender Ministerpräsident in der Regierung von Mehmet Shehu. Während dieser Zeit nahm er im März 1965 an einem mehrtägigen Treffen zwischen der Führung der PPSh und der Kommunistischen Partei Chinas (KPCh) teil.
Am 10. September 1966 erfolgte seine Wahl zum Vorsitzenden der Volksversammlung und war als solcher bis 13. Januar 1969 Parlamentspräsident. Auf dem darauf folgenden 5. Parteitag im November 1966 wurde er zum Kandidaten des Politbüros des ZK der PPSh gewählt. Im Januar 1968 folgte er Spiro Koleka als Vorsitzender der Staatlichen Planungskommission, ehe er nach dem 6. Parteitag im November 1971 Mitglied des Politbüros wurde und diesem bis zu seiner Entmachtung im September 1975 angehörte. Zugleich war zwischen dem 30. Oktober 1974 und dem 1. September 1975 Vize-Ministerpräsident. Noch im Dezember 1974 legte er der Volksversammlung im Rahmen des Fünfjahresplans den jährlichen Wirtschaftsbericht und den Haushaltsplan vor.
Grund für seine Entmachtung war der Vorwurf einer militärwirtschaftlichen Verschwörung, dem neben ihm auch Verteidigungsminister General Beqir Balluku, der Chef des Generalstabes der Streitkräfte (Forcat e Armatosura të Shqipërisë) General Petrit Dume, der Chef der Politischen Hauptverwaltung der Streitkräfte General Hito Çako, Industrie- und Bergbauminister Koço Theodhosi, Lipe Nashi und anderen zum Opfer fielen, sowie die Behauptung einer zu großen Nähe zur Sowjetunion, zum Ministerpräsidenten der Volksrepublik China Zhou Enlai und zu Jugoslawien. Zum anderen wurde ihm Sabotage der Volkswirtschaft sowie im Erdölsektor vorgeworfen.
1976 wurde er von einem Erschießungskommando hingerichtet.